# Graffenrieda tricalcarata
Graffenrieda tricalcarata är en tvåhjärtbladig växtart som beskrevs av Henry Allan Gleason. Graffenrieda tricalcarata ingår i släktet Graffenrieda och familjen Melastomataceae. Inga underarter finns listade i Catalogue of Life.